# 156
سنة 156 م (بالأرقام الرومانية: CLVI) كانت سنة كبيسة تبدأ يوم الأربعاء (الرابط يظهر نموذج الجدول الزمني الكامل للسنة) من التقويم اليولياني. بدأت تسمية السنة ب156 منذ العصور الوسطى المبكرة، عندما أصبح تقويم أنو دوميني هو الأسلوب السائد في أوروبا لتسمية السنوات.

## مواليد
- لو بو